# Algodones
Algodones és una concentració de població designada pel cens dels Estats Units a l'estat de Nou Mèxic. Segons el cens del 2000 tenia 688 habitants.

## Demografia
Segons el cens del 2000, Algodones tenia 688 habitants, 236 habitatges, i 182 famílies. La densitat de població era de 36,8 habitants per km².
Dels 236 habitatges en un 40,3% hi vivien nens de menys de 18 anys, en un 60,6% hi vivien parelles casades, en un 9,3% dones solteres, i en un 22,5% no eren unitats familiars. En el 14,8% dels habitatges hi vivien persones soles el 5,1% de les quals corresponia a persones de 65 anys o més que vivien soles. El nombre mitjà de persones vivint en cada habitatge era de 2,92 i el nombre mitjà de persones que vivien en cada família era de 3,32.
Per edats la població es repartia de la següent manera: un 31,5% tenia menys de 18 anys, un 6,7% entre 18 i 24, un 31,3% entre 25 i 44, un 22,2% de 45 a 60 i un 8,3% 65 anys o més.
L'edat mediana era de 33 anys. Per cada 100 dones de 18 o més anys hi havia 97,1 homes.
La renda mediana per habitatge era de 39.792 $ i la renda mediana per família de 42.813 $. Els homes tenien una renda mediana de 30.833 $ mentre que les dones 26.477 $. La renda per capita de la població era de 15.214 $. Aproximadament el 10,2% de les famílies i el 9,8% de la població estaven per davall del llindar de pobresa.

## Poblacions properes
El següent diagrama mostra les poblacions més properes.